# 술탄 (영화)
《술탄》(힌디어: सुल्तान)은 2016년 공개된 인도의 스포츠 로맨틱 영화이다.

## 출연

### 주연
- 살만 칸
- 아누쉬카 샤르마

### 조연
- 아미트 사드
- 아난트 빗하
- 쿠무드 미쉬라
- 파릭시 사흐니
- 란디프 후다
- 이반 로드리거스
- 마르코 자로
- 팅 리
- 론 스무렌버그
- 브라힘 아캅바케
- 마레세 크럼프
- 사티시 샤르마
- 나빈 쿠마
- 파로크 자파
- 수지
- 압히세크 두한
- 수밋 삼나니
- 파브즈 뮬란

## 기타
- 제작총괄: Gyorgy Czutor
- 제작총괄: Bharat Rawail
- 공동제작: 아쉬시 싱
- 라인프로듀서: Sudhanshu Kumar
- 라인프로듀서: Navmeet Singh
- 사운드디자인: Dileep Subramanian
- 미술: 라이니시 헤다오
- 시각효과: Vishal Anand
- 시각효과: Yatin Tamhane
- 의상: 애슐리 로벨로
- 캐스팅디렉터: 샤누 샤르마
- 안무: 파라 칸